# 344
344 (CCCXLIV) var ett skottår som började en söndag i den julianska kalendern.

## Händelser

### Okänt datum
- Constantius II:s romerska armé förintas av den persiska under Shapur II i slaget vid Singara.
- Jin Mudi efterträder Jin Kangdi som kejsare av Kina.

## Avlidna
- Jin Kangdi, kejsare av Kina